# Teastas Eorpach na Gaeilge (Europese Certificaat in Iers)
Teastas Eorpach na Gaeilge (TEG) (Engels: European Certificate in Irish) is een reeks tentamens voor volwassen leerders van de Ierse taal. Het is verbonden met het Gemeenschappelijk Europees referentiekader voor talen (Council of Europe, 2001).
Vier vaardigheden worden getoets: spreken, luisteren, lezen en schrijven. Tentamens zijn op vijf niveaus van A1 (voor de beginner) tot C1 (geavanceerd) beschikbaar. De tentamen is door de hele land maar ook buiten Ierland beschikbaar. In 2016 vond het in Sydney, New York en Ottawa plaats. Studenten kunnen de hele tentamen of slechts de mondeling examen nemen.
TEG is het eerste certificeringssysteem voor volwassen leerders van het Iers dat verbonden is met het examensysteem voor de vereniging van taaltoetsers in Europa (Association of Language Testers in Europe ) en de Raad van Europa. Voor de meeste andere Europese talen was zo'n systeem al ontwikkeld. Dit systeem helpt leerders hun studie te plannen en erkenning te krijgen voor hun studievoortgang. Het systeem geeft onderwijsinstellingen en werkgevers een leidraad om de taalvaardigheid van kandidaten te vergelijken. In Ierland is dit van bijzonder belang voor de bepalingen van de Official Languages Act 2003 . Het Talencentrum in Maynooth is lid van ALTE en bewaakt de inhoud en kwaliteit van TEG.